# EGO Airways
EGO Airways, est une ancienne compagnie aérienne régionale italienne privée, dont le siège était à Milan, en Lombardie. La compagnie aérienne opérait à partir de son hub principal à l'aéroport de Milan Malpensa . Après l'obtention de son certificat de transporteur aérien (AOC), les opérations de planification ont commencé pendant la saison estivale 2021.

## Histoire
EGO prévoyait de voler vers 7 destinations depuis son hub à l'aéroport de Milan Malpensa. La compagnie aérienne exploitait un Embraer E190-100LR de 12,6 ans appartenant à WDL Aviation. Le 19 novembre 2020, EGO a reçu le certificat de transporteur aérien (AOC) de la CAA italienne (ENAC) et a opéré son premier vol commercial le 2 décembre 2020, avec un vol charter de Naples à Amsterdam. Quatre mois plus tard, le 30 mars 2021, son premier vol commercial est lancé, qui relie Catane à Parme.
Le 13 décembre 2021, les actionnaires ont décidé la liquidation de la société. Le 4 janvier 2022, l'autorité de réglementation de l'aviation civile (Ente nazionale per l'aviazione civile - ENAC) suspend sa licence d'opérateur aérien.

## Destinations
EGO Airways prévoyait de voler vers 9 destinations nationales régulières lors de son lancement au printemps-été 2021,.

## Flotte
En novembre 2020, la flotte d'EGO comprenait les appareils suivants:
| Avion              | En service | Commandes | Passagers | Remarques |
| ------------------ | ---------- | --------- | --------- | --------- |
| Embraer E190-100LR | 1          | 1         | 100       |           |
| Total              | 1          | 1         | —         |           |